# 喪男の哲学史
『喪男の哲学史』（もだんのてつがくし）は、2006年12月に講談社から刊行された本田透の著書。A5判300ページ超で、表紙イラストは「無限の住人」の著者である漫画家沙村広明によるもの。またコミック・ガンボ誌上で作画・咲良で漫画化された。

## 文献
- 本田透 著 『喪男の哲学史』 講談社 2006年12月 ISBN 9784062137768